# Grote Prijs Mario De Clercq
Il Grote Prijs Mario De Clercq, noto anche come Hotondcross, era una corsa in linea maschile e femminile di ciclocross che si svolgeva annualmente a Ronse, in Belgio.
Creata nel 2000 in onore di Mario De Clercq, la prova si disputò dal 2000 al 2004 a Wortegem-Petegem e fece parte del calendario della Coppa del mondo di ciclocross nelle stagioni 2001-2002 e 2004-2005. Dopo qualche anno di interruzione tornò ad essere organizzata nel 2010 a Ronse, sulla collina dello Hotondberg, e vide la vittoria di Sven Nys. Forte del successo riscontrato, dalla stagione 2011-2012 alla stagione 2019-2020 fu integrata nel calendario del GvA/DVV Verzekeringen Trofee svolgendosi in ottobre o novembre; solo nella stagione 2018-2019 fu invece parte del calendario del Brico Cross.
Dal 2020 la competizione non viene più organizzata per motivi logistici.

## Albo d'oro

### Uomini Elite
Aggiornato all'edizione 2019.
| Anno    | Vincitore            | Secondo              | Terzo                  |
| ------- | -------------------- | -------------------- | ---------------------- |
| 2000    | Mario De Clercq      | Peter Van Santvliet  | Richard Groenendaal    |
| 2001    | Mario De Clercq      | Sven Nys             | Ben Berden             |
| 2002    | Mario De Clercq      | Tom Vannoppen        | Ben Berden             |
| 2003    | Ben Berden           | Sven Nys             | Tom Vannoppen          |
| 2004    | Zdeněk Mlynář        | Sven Vanthourenhout  | Mario De Clercq        |
| 2005-09 | non disputato        | non disputato        | non disputato          |
| 2010    | Sven Nys             | Niels Albert         | Tom Meeusen            |
| 2011    | Kevin Pauwels        | Zdeněk Štybar        | Niels Albert           |
| 2012    | Niels Albert         | Kevin Pauwels        | Sven Nys               |
| 2013    | Sven Nys             | Martin Bína          | Niels Albert           |
| 2014    | Sven Nys             | Mathieu van der Poel | Klaas Vantornout       |
| 2015    | Wout Van Aert        | Kevin Pauwels        | Lars van der Haar      |
| 2016    | Wout Van Aert        | Jens Adams           | Michael Vanthourenhout |
| 2017    | Lars van der Haar    | Mathieu van der Poel | Wout Van Aert          |
| 2018    | Mathieu van der Poel | Wout Van Aert        | Michael Vanthourenhout |
| 2019    | Toon Aerts           | Eli Iserbyt          | Mathieu van der Poel   |

### Donne Elite
Aggiornato all'edizione 2019.
| Anno | Vincitrice                 | Seconda             | Terza              |
| ---- | -------------------------- | ------------------- | ------------------ |
| 2013 | Nikki Harris               | Helen Wyman         | Sanne Cant         |
| 2014 | Sophie de Boer             | Helen Wyman         | Jolien Verschueren |
| 2015 | Pavla Havlíková            | Jolien Verschueren  | Nikki Harris       |
| 2016 | Thalita de Jong            | Sanne Cant          | Sophie de Boer     |
| 2017 | Katie Compton              | Maud Kaptheijns     | Helen Wyman        |
| 2018 | Marianne Vos               | Alice Maria Arzuffi | Annemarie Worst    |
| 2019 | Ceylin del Carmen Alvarado | Annemarie Worst     | Yara Kastelijn     |

### Uomini Under-23
Aggiornato all'edizione 2019.
| Anno | Vincitore              | Secondo           | Terzo            |
| ---- | ---------------------- | ----------------- | ---------------- |
| 2011 | Michael Vanthourenhout | Jens Adams        | Micki van Empel  |
| 2012 | Michael Vanthourenhout | Wout Van Aert     | Corné van Kessel |
| 2013 | Mathieu van der Poel   | Gianni Vermeersch | Wout Van Aert    |
| 2014 | Michael Vanthourenhout | Laurens Sweeck    | Toon Aerts       |
| 2015 | Eli Iserbyt            | Jonas Degroote    | Daan Hoeyberghs  |
| 2016 | Joris Nieuwenhuis      | Eli Iserbyt       | Sieben Wouters   |
| 2017 | Eli Iserbyt            | Jens Dekker       | Yannick Peeters  |
| 2018 | Jens Dekker            | Lander Loockx     | Yentl Bekaert    |
| 2019 | Ryan Kamp              | Gerben Kuypers    | Joran Wyseure    |

### Uomini Juniors
Aggiornato all'edizione 2019.
| Anno | Vincitore            | Secondo              | Terzo            |
| ---- | -------------------- | -------------------- | ---------------- |
| 2011 | Ben Boets            | Stan Wijkel          | Nicolas Cleppe   |
| 2012 | Mathieu van der Poel | Quinten Hermans      | Martijn Budding  |
| 2013 | Eli Iserbyt          | Gianni Van Donink    | Kobe Goossens    |
| 2014 | Eli Iserbyt          | Max Gulickx          | Jappe Jaspers    |
| 2015 | Jens Dekker          | Jappe Jaspers        | Seppe Rombouts   |
| 2016 | Yentl Bekaert        | Toon Vandebosch      | Jelle Camps      |
| 2017 | Loris Rouiller       | Pim Ronhaar          | Len Dejonghe     |
| 2018 | Witse Meeussen       | Pim Ronhaar          | Thibau Nys       |
| 2019 | Yorben Lauryssen     | Jetze Van Campenhout | Emiel Verstrynge |